# Carlo Leonardi
Carlo Leonardi (Catania, 2 dicembre 1983) è un rugbista a 15 italiano, attualmente allenatore/giocatore del CUS Catania Rugby.

## Biografia
Cresce rugbisticamente nel settore giovanile del CUS Catania, per poi disputare 4 stagioni dal 2008/09 al 2011/12 con il San Gregorio Catania Rugby, le prime due in serie A2, poi in A1 ed infine in Eccellenza. Dal 2014 è allenatore/giocatore del CUS Catania.